# Delray Beach Open 2021
Delray Beach Open 2021, oficiálním názvem Delray Beach Open by VITACOST.com 2021, byl profesionální tenisový turnaj pořádaný jako součást mužského okruhu ATP Tour, který se odehrával v areálu Delray Beach Tennis Center na otevřených dvorcích s tvrdým povrchem Plexipave. Po změně termínu kvůli pandemii covidu-19 probíhal již mezi 7. až 13. lednem 2021 ve floridském Delray Beach jako dvacátý devátý ročník turnaje.
Turnaj s rozpočtem 418 195 dolarů patřil do kategorie ATP Tour 250. Nejvýše nasazeným hráčem ve dvouhře se stal dvacátý druhý hráč světa Cristian Garín z Chile, kterého v semifinále vyřadil vítězný Opelka. Jako poslední přímý účastník do hlavní singlové soutěže zasáhl 274. hráč žebříčku, Američan Bjorn Fratangelo.
Druhé turnajové vítězství na okruhu ATP Tour vybojoval 23letý Polák Hubert Hurkacz. V deblové části první kariérní trofeje získali členové uruguaysko-ekvádorské páru Ariel Behar a Gonzalo Escobar.

## Rozdělení bodů a finančních odměn

### Rozdělení bodů
| Soutěž  | vítězové | finalisté | semifinalisté | čtvrtfinalisté | 16 v kole | 32 v kole | Q  | Q2 | Q1 |
| ------- | -------- | --------- | ------------- | -------------- | --------- | --------- | -- | -- | -- |
| dvouhra | 250      | 150       | 90            | 45             | 20        | 0         | 12 | 6  | 0  |
| čtyřhra | 250      | 150       | 90            | 45             | 0         | —         | —  | —  | —  |

### Finanční odměny
| Soutěž                              | vítězové | finalisté | semifinalisté | čtvrtfinalisté | 16 v kole | 32 v kole | Q2      | Q1      |
| ----------------------------------- | -------- | --------- | ------------- | -------------- | --------- | --------- | ------- | ------- |
| dvouhra                             | 30 840 $ | 22 780 $  | 16 390 $      | 11 110 $       | 7 445 $   | 5 000 $   | 2 555 $ | 1 505 $ |
| čtyřhra                             | 10 080 $ | 7 370 $   | 5 600 $       | 4 010 $        | 2 930 $   | —         | —       | —       |
| částka ve čtyřhře je uvedena na pár |          |           |               |                |           |           |         |         |

## Mužská dvouhra

### Nasazení
| Stát                         | Hráč             | ATP | Nasazení |
| ---------------------------- | ---------------- | --- | -------- |
| Chile                        | Cristian Garín   | 22. | 1.       |
| USA                          | John Isner       | 25. | 2.       |
| Francie                      | Adrian Mannarino | 34. | 3.       |
| Polsko                       | Hubert Hurkacz   | 35. | 4.       |
| USA                          | Tommy Paul       | 52. | 5.       |
| USA                          | Sam Querrey      | 56. | 6.       |
| Španělsko                    | Pablo Andújar    | 59. | 7.       |
| USA                          | Frances Tiafoe   | 62. | 8.       |
| Žebříček ATP k 4. lednu 2021 |                  |     |          |

### Jiné formy účasti
Následující hráči obdrželi divokou kartu do hlavní soutěže:
- JC Aragone
- Ryan Harrison
- Noah Rubin

Následující hráči se probojovali do hlavní soutěže z kvalifikace:
- Christian Harrison
- Kevin King
- Roberto Quiroz
- Donald Young

### Odhlášení
před zahájením turnaj
- Federico Delbonis → nahradil jej  Sebastian Korda
- Dan Evans → nahradil jej  Daniel Elahi Galán
- Dominik Koepfer → nahradil jej  Mackenzie McDonald
- Kei Nišikori → nahradil jej  Bjorn Fratangelo
- Reilly Opelka → nahradil jej  Thomaz Bellucci
- Vasek Pospisil → nahradil jej  Nam Ji-sung
- Milos Raonic → nahradil jej  Tomás Martín Etcheverry
- Mikael Ymer → nahradil jej  Ivo Karlović

## Mužská čtyřhra

### Nasazení
| Stát                                                                                   | Hráč              | Stát               | Hráč              | ATP  | Nasazení |
| -------------------------------------------------------------------------------------- | ----------------- | ------------------ | ----------------- | ---- | -------- |
| Salvador                                                                               | Marcelo Arévalo   | Nizozemsko         | Jean-Julien Rojer | 75.  | 1.       |
| Nový Zéland                                                                            | Marcus Daniell    | Rakousko           | Philipp Oswald    | 87.  | 2.       |
| Brazílie                                                                               | Marcelo Demoliner | Mexiko             | Santiago González | 92.  | 3.       |
| Spojené království                                                                     | Luke Bambridge    | Spojené království | Dominic Inglot    | 121. | 4.       |
| Žebříček ATP k 10. únoru 2021; číslo je součtem žebříčkového postavení obou členů páru |                   |                    |                   |      |          |

### Jiné formy účasti
Následující páry obdržely divokou kartu do hlavní soutěže:
- Bjorn Fratangelo /  Dennis Novikov
- Ryan Harrison /  Christian Harrison

Následující pár nastoupil pod žebříčkovou ochranou:
- Mackenzie McDonald /  Tommy Paul

Následující pár nastoupil z pozice náhradníka:
- Hunter Johnson /  Yates Johnson

### Odhlášení
před zahájením turnaj
- Treat Conrad Huey /  Milos Raonic → nahradili je  Nathaniel Lammons /  Jackson Withrow
- Hubert Hurkacz /  John Isner → nahradili je  Hunter Johnson /  Yates Johnson
- Ken Skupski /  Neal Skupski → nahradili je  Oliver Marach /  Luis David Martínez

## Přehled finále

### Mužská dvouhra
- Hubert Hurkacz vs.  Sebastian Korda, 6–3, 6–3

### Mužská čtyřhra
- Ariel Behar /  Gonzalo Escobar vs.  Christian Harrison /  Ryan Harrison, 6–7(5–7), 7–6(7–4), [10–4]